# Edmundo Suárez
Edmundo Suárez Trabanco, znany pod przydomkiem Mundo (ur. 22 stycznia 1916 w Barakaldo, zm. 14 grudnia 1978 w Walencji) – hiszpański piłkarz (napastnik) i trener.

## Kariera piłkarska
Przed wybuchem hiszpańskiej wojny domowej był związany z klubami z rodzimej Baskonii: Salesianos, Kakaleku, Lejoną, Erandio oraz Athletikiem Bilbao. Po 1939 roku został graczem Recuperación de Levante, drużynie utworzonej przez żołnierzy popierających gen. Francisco Franco spośród dawnych piłkarzy, walczących wówczas w regionie Lewantu. Następnie zatrudniła go Valencia CF.
Korpulentny atakujący zrobił na Estadio Mestalla zawrotną karierę. Grał tutaj do 1950 roku i z zespołem tym zdobył trzy mistrzostwa kraju (1941/1942, 1943/1944 i 1946/1947) oraz dwa Puchary Hiszpanii (Copa del Generalísimo). Strzelił łącznie 319 bramek w 329 spotkaniach we wszystkich rozgrywkach. Dwukrotnie sięgnął po tytuł króla strzelców Primera División. W sezonie 1941/1942 zdobył w lidze 27, a w sezonie 1943/1944 - 28 bramek. Z powodu swojej wyśmienitej skuteczności przez fanów Nietoperzy Mundo nazywany był Gol-manem (Człowiekiem-golem); należał do grona tzw. elektrycznych napastników złożonego ponadto z Epiego, Amadeo, Asensiego oraz Gorostizy.
W 1951 roku postanowił o zakończeniu kariery. Ostatni sezon w karierze wybitnego gracza nie był zbyt szczęśliwy - jego klub, CD Alcoyano, zajął przedostatnie miejsce w tabeli Primera División 1950/1951 i musiał przełknąć gorycz spadku. Nigdy już nie wrócił do elity.
Mundo rozegrał 3 mecze w reprezentacji Hiszpanii. Zadebiutował w niej 28 grudnia 1941 roku - zdobył dwa gole, które w znacznym stopniu pomogły La Selección w pokonaniu Szwajcarii. 15 marca i 12 kwietnia roku następnego wystąpił jeszcze w starciach z odpowiednio: Francją (4–0; gol) oraz Niemcami.

## Kariera trenerska
| Klub                         | Lata      |
| ---------------------------- | --------- |
| Hércules CF                  | 1951–1952 |
| Real Saragossa               | 1955–1956 |
| UD Lérida                    | 1956–1957 |
| Cultural y Deportiva Leonesa | 1957–1958 |
| Real Gijón                   | 1958–1959 |
| Real Saragossa               | 1959–1960 |
| Barakaldo CF                 | 1960–1961 |
| CD Mestalla                  | 1962–1964 |
| Valencia CF                  | 1964–1965 |
| CD Mestalla                  | 1965–1966 |
| Valencia CF                  | 1966–1968 |
| Real Murcia                  | 1970      |
| Levante UD                   | 1971      |

Największym trenerskim osiągnięciem Mundo był triumf w Copa del Generalísimo z Valencią w sezonie 1966/1967. Dwukrotnie doprowadził ją do 4. miejsca w tabeli La Liga (w sezonie 1964/1965 i 1967/1968).